# Gomjenica (Teslić)
Gomjenica (szerbül: Гомјеница), település Bosznia-Hercegovinában, a Szerb Köztársaságban, Teslić községben.

## Fekvése
A település Bosznia-Hercegovina középső részének északi szélén, Dobojtól légvonalban 24, közúton 29 km-re délnyugatra, községközpontjától légvonalban és közúton 3 km-re délre, a Borja-hegység északkeleti lejtőin, a Gomjenica-patak mentén és a Velika Usora bal partján, 260-350 méteres magasságban található. 

## Népessége
| Nemzetiségi csoport | Népesség 1991 | Népesség 2013 |
| ------------------- | ------------- | ------------- |
| Szerb               | 119           | 283           |
| Bosnyák             | 176           | 86            |
| Horvát              | 207           | 51            |
| Jugoszláv           | 38            | 1             |
| Egyéb               | 13            | 34            |
| Összesen            | 970           | 648           |

## Története
Gomjenica területe a régészeti leletek tanúsága szerint már az őskor óra lakott. Ezt bizonyítja a Velika Usora feletti Gravelj magaslaton talált újkőkorszaki település maradványa. A település középkori előzményéről szólnak a Kuzno Groblje temető középkori sírkövei.
A muszlimok lakta, akkor még Vručica Turskának nevezett település 1878-ig tartozott az Oszmán Birodalomhoz, ekkor a berlini kongresszus határozata alapján az Osztrák-Magyar Monarchia része lett. 1879-ben az első osztrák-magyar népszámlálás során a Tešanji járáshoz és Komušna községhez tartozó Vručica Turska településnek 15 háztartása és 122 muszlim lakosa volt. A monarchia szétesésével 1918-ban előbb a Szerb-Horvát-Szlovén Királyság, majd 1929-től a Jugoszláv Királyság része lett. Az 1929-es törvény értelmében, amikor Bosznia-Hercegovinát négy banovinára, Drinskára, Vrbaskára, Zetskára és Primorskára osztották, a település a Vrbaska banovina része lett, amelynek székhelye Banja Luka volt. 
Jugoszlávia megszállása után a Független Horvát Állam (NDH) része lett. A második világháború után 1992-ig a település a szocialista Jugoszlávia keretében a Bosznia-Hercegovinai Népköztársaság része volt. 1992 és 1995 között a nem szerb lakosságot kiüldözték a településről. Sok gomjenicai lakos találta meg új otthonát néhány európai országban, valamint a tengerentúli országokban, távol szülőhelyétől. A daytoni egyezmény aláírása után a település Teslić község részeként a Szerb Köztársaság területéhez került. A gomjenicai muszlimok és horvátok számüzetése egészen 2000-ig tartott, amikor megkezdődött tömeges hazatérésük. A lakók visszatérésével megkezdődött a lakásállomány újjáépítése, mivel az épületek többsége olyan mértékben megsemmisült vagy lerombolódott, hogy lakhatatlanná vált. A lakóépületek felújításával párhuzamosan a gyülekezet megkezdte a mecset építését is a háború előtti mekteb helyére. Az engedélyek megszerzése után 2003 májusában megkezdődött az építkezés, és ugyanazon év augusztusában elkészült a mecset és a minaret is. Az építkezést nagyrészt külföldön dolgozó gomjenicaiak támogatták. A mecset ünnepélyes megnyitójára 2004. augusztus 8-án került sor.

## Nevezetességei
- Gomjenica új mecsete 2003 és 2004 között épült.[6]

- Glavelj – újkőkori település maradványai az Usora feletti magaslaton. Fontosabb leletei kovakőszerszámok és cseréptöredékek.[4]

- Kuzno Greblje – késő középkori temető maradványai. Egy bokrokkal benőtt dombon 7 darab, láda alakú, stećak sírkő maradt fenn.[4]